# 麥克諾特-休斯彗星
麥克諾特-休斯彗星（130P/McNaught–Hughes）是太陽系中的一顆週期彗星，繞太陽公轉一週需6.65年，直徑4.2公里。
1991年9月30日，罗伯特·麦克诺特、尚恩·M·休斯使用位於賽丁泉天文台英國施密特望遠鏡拍攝的照片中發現了這顆彗星。 1991年10月1日，麥克諾特透過烏普薩拉南施密特望遠鏡拍攝的另一張照片證實了彗星的存在。
1997年4月，美國亞利桑那州月球與行星實驗室的天文學家J·V·科蒂（J. V. Scotti）和日本久萬高原天體觀測館的中村彰正分別重新發現了這顆彗星。

## 外部連結
- 麥克諾特-休斯彗星 at the JPL Small-Body Database
  - Close approach · Discovery · Ephemeris · Orbit diagram · Orbital elements · Physical parameters

- 130P at Kronk's Cometography
- 130P/McNaught-Hughes – Seiichi Yoshida @ aerith.net
- Lightcurve (Artyom Novichonok)